# Metapone undet
Metapone undet é uma espécie de formiga do gênero Metapone, pertencente à subfamília Myrmicinae.